# Chalé do Catllaràs

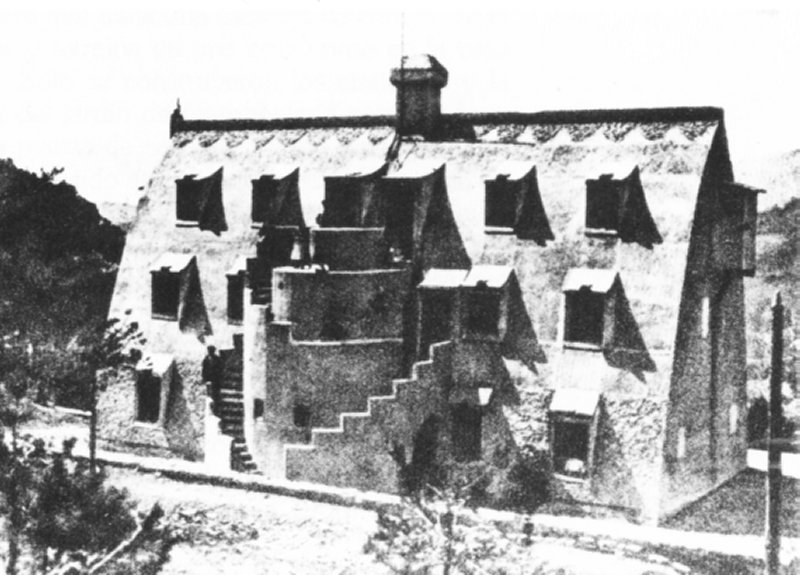
Chalé do Catllaràs em 1905.

O Chalé do Catllaràs é um refúgio de montanha situado no município de La Pobla de Lillet, na província de Barcelona, desenhado pelo arquiteto catalão Antoni Gaudí, provavelmente construído entre 1902 e 1903.
Durante muitos anos não se soube a identidade do seu autor, e ainda hoje não se conhecem registos escritos que comprovem que é da autoria de Gaudí. A primeira evidência nesse sentido data de 1946, quando foi publicado um artigo na revista "Cortijos y Rascacielos" que fazia referência a uma conversa com Domènec Sugrañes i Gras, colaborador de Gaudí na Sagrada Família, em que este assegurava que Gaudí lhe havia indicado que o Chalé do Catllaràs era de sua autoria. Atualmente, o chalé é geralmente aceite como sendo da autoria de Gaudí, inclusive por especialistas como o arquiteto e historiador Joan Bassegoda, titular da Real Cátedra Gaudí.

## História e descrição
Entre 1901 e 1904, a sociedade Asland, propriedade do empresário catalão Eusebi Güell, construiu a primeira fábrica de cimento Portland da Espanha na localidade de Castellar de n'Hug. As necessidades energéticas da mesma seriam supridas pelas minas de carvão do Catllaràs, que não se situavam perto da fábrica nem de nenhum local habitado, pelo que foi necessário construir um local de habitação para os seus engenheiros e trabalhadores. Güell terá encomendado a obra em 1901 ao arquiteto Antoni Gaudí, com quem mantinha uma frutuosa relação pessoal e profissional desde 1878, quando ficara impressionado com o seu talento ao ver desenhos arquiteturais realizados por este na Exposição Universal desse ano em Paris. Güell foi o principal mecenas de Gaudí ao longo da sua carreira, encomendando-lhe várias das suas obras mais conhecidas, como o Palácio Güell, o Parque Güell e a Cripta da Colónia Güell.
As obras iniciaram-se em 1902 e terão provavelmente sido concluídas em 1903. O edifício tem três pisos, com uma estrutura em forma de abóbada parabólica cujos lados formam as fachadas com aberturas em forma de mansarda, rematada com uma chaminé de ventilação e fechada em ambos os topos por duas paredes verticais com poucas aberturas e uma projeção no piso superior. A parte inferior das fachadas e as paredes de topo estavam inicialmente revestidas com seixos de rio, mas foram recobertas com cimento poucos anos depois. O coroamento da abóbada era igualmente decorado com seixos de rio. Um dos elementos mais interessantes do edifício era a escadaria semicircular situada na fachada sudoeste, que para além da sua função como elemento de comunicação entre os três pisos, nos dois pisos inferiores acomodava as casas de banho do edifício. O interior era caracterizado por uma simplicidade quase espartana, com duas habitações por piso e as cozinhas localizadas no piso térreo. Devido ao desenho do edifício, a área dos pisos diminui de baixo para cima, e ao contrário dos pisos inferiores, as habitações do segundo piso não possuíam divisórias.
Depois de um período de intensa atividade das minas, o chalé foi cedido ao ayuntamiento de La Pobla de Lillet em 1932. Ao longo dos anos o seu estado de conservação deteriorou-se progressivamente, apesar de algumas intervenções destinadas sobretudo a adaptá-lo a novos usos, situação que se agravou com a guerra civil e o consequente pós-guerra, que deixaram o edifício num estado ruinoso. A partir de 1971 o chalé sofreu importantes modificações, tendo em vista a sua nova função como colónia de férias, que desfiguram a sua imagem inicial; a escadaria foi totalmente demolida e substituída por uma escada metálica sem nenhuma relação com o projeto original, o revestimento original das fachadas foi substituído por telhas de ardósia artificial e o interior sofreu importantes modificações.